# Région métropolitaine de Bombay
La région métropolitaine de Bombay ou région métropolitaine de Mumbai (en anglais : Mumbai Metropolitan Region - MMR) est une zone métropolitaine composée de Bombay et de ses villes satellites dans le Maharashtra, en Inde. La région a une superficie de 6 355 kilomètres carrés et avec une population de plus de 26 millions d'habitants, elle fait partie des régions métropolitaines les plus peuplées du monde.
Développé sur une période d'environ 20 ans, il se compose de neuf corporations municipales et de quinze conseils municipaux plus petits. L'ensemble de la zone est supervisée par la Mumbai Metropolitan Region Development Authority (MMRDA), une organisation gouvernementale de l'État du Maharashtra chargée de l'urbanisme, du développement, des transports et du logement dans la région.
Le MMRDA a été créé pour relever les défis de la planification et du développement d'infrastructures intégrées pour la région métropolitaine. Les zones situées en dehors de Brihan Mumbai (Greater Mumbai) et Navi Mumbai n'ont pas connu de développement organisé. Navi Mumbai, développée comme l'une des plus grandes villes planifiées du monde, a été promue par une société appartenant au gouvernement du Maharashtra, la Société de développement urbain et industriel (CIDCO).
La région a connu des problèmes liés au développement aléatoire et illégal en raison de l'urbanisation rapide. Les villages le long de la NH3 à Bhiwandi Taluka sont des exemples de développements aléatoires dans le MMR, avec certaines des plus grandes zones d'entreposage en Inde. Les organismes gouvernementaux tels que l'urbaniste et le collectionneur de Thane ont eu du mal à lutter contre le développement non organisé.